# Ngô Phương Ly
Ngô Phương Ly là nữ họa sĩ, nhà báo người Việt Nam, đảng viên Đảng Cộng sản Việt Nam. Bà hiện nay là phu nhân của Tổng Bí thư Ban Chấp hành Trung ương Đảng Cộng sản Việt Nam Tô Lâm.
Ngô Phương Ly hiện nay là Trưởng phòng Văn hóa Nghệ thuật của Đài Truyền hình Việt Nam. Bà là người đã thiết kế biểu trưng cho Giải Cánh diều của Hội Điện ảnh Việt Nam.

## Tiểu sử
Ngô Phương Ly là con của hai Nghệ sĩ nhân dân đạo diễn phim hoạt hình Ngô Mạnh Lân và diễn viên Phan Ngọc Lan. Gia đình bà có bốn chị em, bà là con thứ ba trong gia đình.
Bà và em út là Ngô Đức Lâm cùng theo ngành Mỹ thuật còn chị cả Ngô Phương Lan là nhà phê bình điện ảnh, từng giữ chức Cục trưởng Cục Điện ảnh.
Ngô Phương Ly còn là Đảng viên Đảng Cộng sản Việt Nam.

## Sự nghiệp
Năm 2002, Tổng thư ký Hội Điện ảnh Việt Nam lúc bấy giờ là ông Trần Luân Kim, đã phát động một cuộc thi thiết kế và ý tưởng cho giải thưởng thường niên của Hội điện ảnh Việt Nam. Cuối cùng biểu trưng hình cánh diều do bà Ngô Phương Ly thiết kế đã được chọn, giải thưởng này cũng chính thức được đặt tên là Giải Cánh diều và tổ chức lần đầu năm 2003. Lúc này bà đang là phóng viên của kênh VTV3 – Đài Truyền hình Việt Nam. Bà từng là một trong những người phát triển chương trình Người xây tổ ấm của kênh VTV3.

## Khen thưởng
| Năm  | Tác phẩm                           | Khen thưởng            | Chú thích |
| ---- | ---------------------------------- | ---------------------- | --------- |
| 2024 | Chương trình: Hoa cài trên lá chắn | Bằng khen (Bộ Công an) | [ 1 ]     |

## Hình ảnh

Tổng bí thư Tô Lâm và phu nhân Ngô Phương Ly cùng Tổng thống Venezuela Nicolás Maduro và phu nhân Cilia Flores tại Nga năm 2025